# Théâtre municipal de Colmar
Pour les articles homonymes, voir Théâtre municipal.
Ce théâtre municipal est un monument situé à Colmar, dans le département français du Haut-Rhin. La salle circulaire est conçue dans la tradition des théâtres « à l'italienne » et comprend trois galeries.

## Localisation
Il est situé Place du 18-Novembre à Colmar, juste à côté du musée Unterlinden.

## Historique
Le bâtiment a été construit entre 1847 et 1849 sur une ancienne dépendance du couvent d'Unterlinden par l'architecte Louis-Michel Boltz.
Il a été inauguré le 8 mars 1849 et a subi une restauration en 2000, passant ainsi de 750 à 550 places.

## Architecture
Il offre une élégante façade extérieure « à la française » avec cinq baies. Le plan comprend trois corps successifs :
- vestibule et salle du foyer pour le premier ;
- salle et scène pour le deuxième ;
- locaux administratifs et loges pour le troisième[1].

Sa décoration intérieure est l'œuvre de Boulangé.

## Fréquentation
Environ 32 000 spectateurs par an pour cent-vingt représentations.